# Trope (musique)
Pour les articles homonymes, voir Trope.
Un trope (ou tropaire) désigne différents types d'interventions musicales dans les rites de diverses religions ou cultes. 

## Terme
Le mot vient du grec ancien : τρόπος (tropos),. Le terme s'employait dans les domaines littéraire, rhétorique et philosophique.
Pour la liturgie catholique, le mot latin tropus possède le sens « tour, manière », plus précisément « tourner sur soi-même ». Donc, le terme indique transformation ou changement de la musique.
Au regard du mot grec dans le domaine musical, il s'agissait essentiellement de « manière, façon de combiner les sons » en tant que synonyme de modus. Cet emploi se trouve également dans l'œuvre de Boèce au Ve siècle. 
Ensuite, le sens « chant, mélodie » était familier pour Cassiodore, Venance Fortunat. 
Enfin, à la suite de la parution de plusieurs genres musicaux au Moyen Âge, le mot tropare obtint le sens « inventer des poèmes et mélodies » en créant tardivement les termes trouvère et troubadour en France. Le mot trope adaptait à ce mouvement culturel et dynamique, et selon certains spécialistes, il s'agissait d'une réflexion de la Renaissance carolingienne.

## Religion israélite
Un trope est un élément important de la cantillation hébraïque, le mot est ici une translittération du yiddish  טראָפּ trop.

### Cantillation hébraïque
La cantillation des versets bibliques utilise des motifs musicaux traditionnels stéréotypés nommés tropes. Ces tropes sont le signe sonore d'une ordonnance grammaticale qui règle la longueur des pauses entre les mots psalmodiés. Les tropes varient selon les rites (ashkénaze, sépharade), selon les pays, et selon les communautés juives. Des accents graphiques notés en marge du texte massorétique de la Bible hébraïque font référence aux tropes cantillés et aux ordonnances grammaticales (te'amim) qu'ils signalent à l'auditeur de la lecture de la Torah.

## Rite chrétien romain

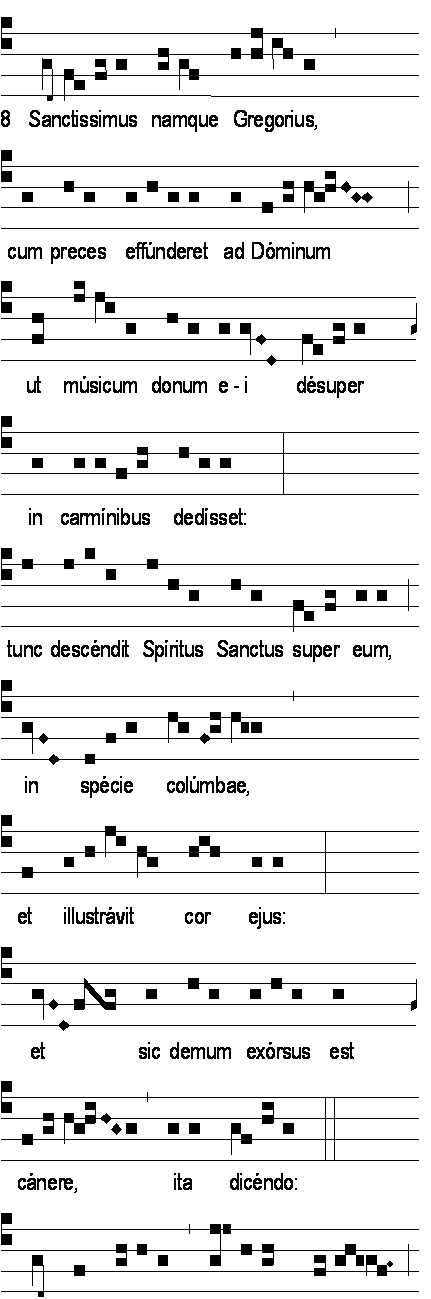
Ad te levavi animam meam.
Notation du trope d'encadrement Sanctissimus namque Gregorius.

### Nouveau genre
Le trope dans la liturgie catholique était l'un des nouveaux genres musicaux.
Auparavant, le chant grégorien était strictement composé d'après le rite romain, issu du Saint-Siège. En conséquence, son répertoire était quasiment identique à celui du chant vieux-romain, dans l'optique de le remplacer.
À partir du Xe siècle, de nouveaux chants, normalement à la base de texte non biblique mais souvent poétique, furent ajoutés dans les livres de chant, d'une part, afin d'enrichir le répertoire, d'autre part, en faveur de la liturgie locale. Cette tendance avait été amplifiée en profitant d'anciennes mélodies, une fois que la plupart d'anciens chants monodiques européens furent remplacés par le chant grégorien.  
Il s'agissait du trope, de la séquence et de la prose. Leur dénomination était cependant ambiguë et compliquée, selon l'époque et la région. Même de nos jours, les spécialistes connaissent une difficulté considérable pour établir leur classification concrète. Walter Howard Frere établit certes, à la fin du XIXe siècle, sa classification en détail. Mais, de nombreux manuscrits ne respectent pas cette classification . Ainsi, sous le règne de Louis XIV, on employait la prose des morts pour la séquence Dies iræ, la prose du Saint Sacrament en faveur de la séquence Lauda Sion, tels les compositeurs Jean-Baptiste Lully ou Marc-Antoine Charpentier.

### Historique
L'origine du trope dans la liturgie en Occident demeure identique à celle de la séquence, établie par Notker le Bègue à l'abbaye de Saint-Gall,. Il s'agissait dès l'origine d'un chant non officiel. Dans la préface du Liber Hymnorum (vers 884), Notker lui-même précisait : chant pédagogique pour mémoriser le jubilus, et non liturgique. Donc, il suffisait d'obtenir l'approbation de ses supérieurs. Néanmoins, cette invention ouvrit une porte en faveur de la composition des chants supplémentaires, notamment du chant syllabique.  
- 5 séquences de Notker : [écouter en ligne avec manuscrits]

En dépit des chants non officiels, ce genre se développa, surtout auprès de deux monastères. Il s'agissait, bien entendu, de l'abbaye de Saint-Gall. D'autre part, l'abbaye Saint-Martial de Limoges devint un autre centre, en Aquitaine.  
La composition des tropes était si florissante jusqu'au XIIe siècle. Puis, la création devint moins fréquente, à l'exception du trope de substitution du Benedicamus Domino.
À la suite du concile de Trente, la légitimité du trope devint à nouveau discutable. Celui-ci fut par conséquent formellement supprimé lors de la réforme du pape saint Pie V au XVIe siècle,. Dès lors, le trope ne subsiste plus que sous la forme de quelques proses ainsi que séquences. Mais ses traces restent dans les pièces du Kyrie (lux et origo, cunctipotens, orbis factor…), qui sont, à l'origine, les premiers mots du trope correspondant.

### Plusieurs types de trope
En considérant l'importante diversité, le musicologue Jacques Chailley proposait sa propre classification, :
- trope de développement (séquence) :
 il s'agirait de l'origine du trope ; comme la composition du chant grégorien était si profondément liée au texte latin, notamment à son accentuation, il était tellement difficile que les chantres carolingiens mémorisent la mélodie du jubilus sans support de texte ; inspiré d'un antiphonaire de Jumièges, Notker le Bègue auprès de l'abbaye de Saint-Gall inventa sa séquence primitive, de sorte que les jeunes moines de son abbaye puissent mémoriser plus facilement ce jubilus, sans modifier la mélodie, mais en attribuant de nouveaux textes à cette mélodie sans paroles ; d'où, on l'appelle séquence de Notker ; le trope de développement n'est donc autre que le type de cette séquence de Notker, liée au jubilus ;
par exemple, l'alléluia Hac clala die turma dans un manuscrit de Saint-Martial de Limoges.

- trope d'adaptation :

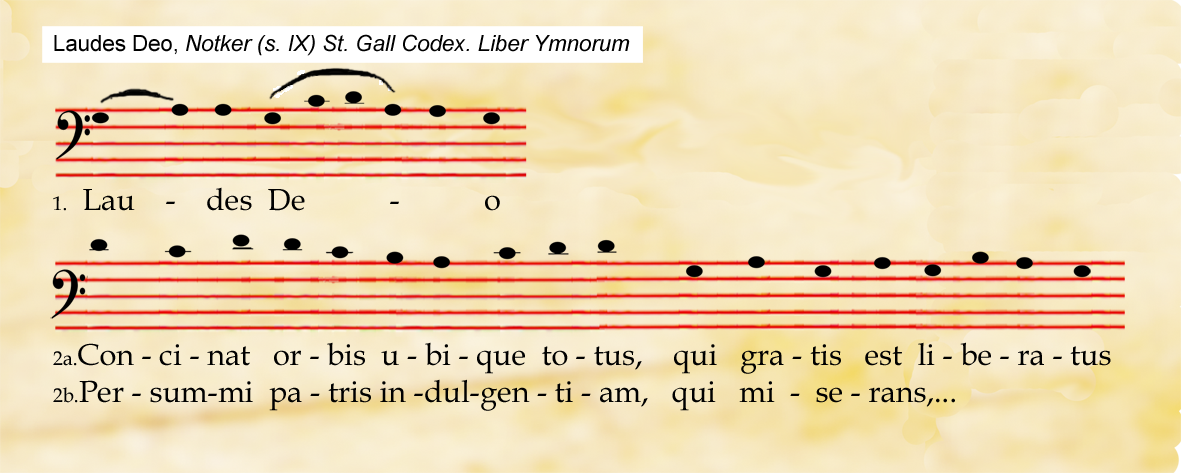
Notation contemporaine de Laudes Deo, première œuvre de Notker dont la mélodie préexistante et texte composé. Chant syllabique pour mémoriser le mélisme, à savoir, le texte composé fonctionnait comme do - ré - mi de nos jours.

le trope d'adaptation adoptait de même un chant mélismatique préexistant, en lui donnant un nouveau texte syllabique ; donc, il n'y avait aucune modification mélodique tout comme le trope de développement ;
par exemple, mélisme final de l'offertoire de l'Avent Respice in me dans le même manuscrit.
- trope d'interpolation :
dans le trope d'interpolation, on trouve au contraire un nouveau texte et une nouvelle mélodie, insérés dans le chant existant ;
ainsi, Pierre de Corbeil composa, pour son Office de fous, quelques versets afin de renforcer le Credo : Credo in unum Deum [Unum Deum in Trinitate] Patrem omnipotentem [Qui poli summa] ... .

D'ailleurs, cette alternation entre les textes formels et des versets supplémentaires se trouve dans un manuscrit du chant vieux-romain, chant papal (dit Graduel de Sainte-Cécile du Transtevere, copié à Rome en 1071) : Gloria in excelsis Deo [manuscrit en ligne]. Mais, il n'est pas certain que cette façon fût autorisée en dehors du Vatican.
- trope d'encadrement :
au lieu de l'alternance, le trope d'encadrement renforce le chant-mère, avant ou après ; donc, il s'agissait d'une pièce indépendante et ajoutée ;
ainsi, on peut considérer que l'Ave verum corpus était vraisemblablement, à l'origine, un trope pour le Sanctus VIII[7],[4] ; le trope de la notation au-dessus introduit l'introït Ad te levavi avec son texte poétique consacré à une légende de saint Grégoire.
- trope de complément :
à la différence des tropes précédents, le trope de complément ne possédait aucune liaison obligatoire avec les pièces existantes ;
- trope de substitution :
celui-ci remplaçait entièrement l'œuvre initiale ;
par exemple, il existait de nombreux tropes versifiés du Benedicamus Domino, tel l'O filii et filiae.

### Tropes consacrés à saint Grégoire
Historiquement, certains tropes d'encadrement tel le Gregorius præsul étaient liés à saint Grégoire Ier, rendant hommage au créateur légendaire du chant grégorien.
Toujours supprimé depuis le XVe siècle, l'Édition Vaticane n'employait pas de trope. Mais avant la notation de l'introït Ad te levavi, première pièce du graduel, l'édition adoptait le frontispice de ce trope Gregorius præsul, à la mémoire de ce saint pape. Il s'agissait initialement d'une idée de l'abbaye Saint-Pierre de Solesmes en faveur du Liber gradualis (1883), car, à cette époque-là, le chant grégorien était encore attribué à saint Grégoire.

### Exécutants
On considère que, lors de leur apparition, les exécutants du trope, de la séquence et de la prose étaient des solistes virtuoses tandis que la schola exécutait les chants de base. Plus tardivement, au XIIIe siècle, un document précisait qu'à Bayeux, les tropes du propre étaient certainement confiés à quatre chantres lors de la messe du jour de Noël. Toutefois, en faveur de celle de la nuit de Noël, il s'agissait d'un chœur entier, pour un Kyrie Cunctipotens et un Gloria Quem cives celestes. À l'abbaye Notre-Dame du Bec, les tropes du Kyrie étaient chantés par les clercs alors que ceux du Gloria étaient attribués aux chanoines, ou en cas d'absence, aux vicaires. En bref, leur distribution était variable et flexible.

### Tropaires

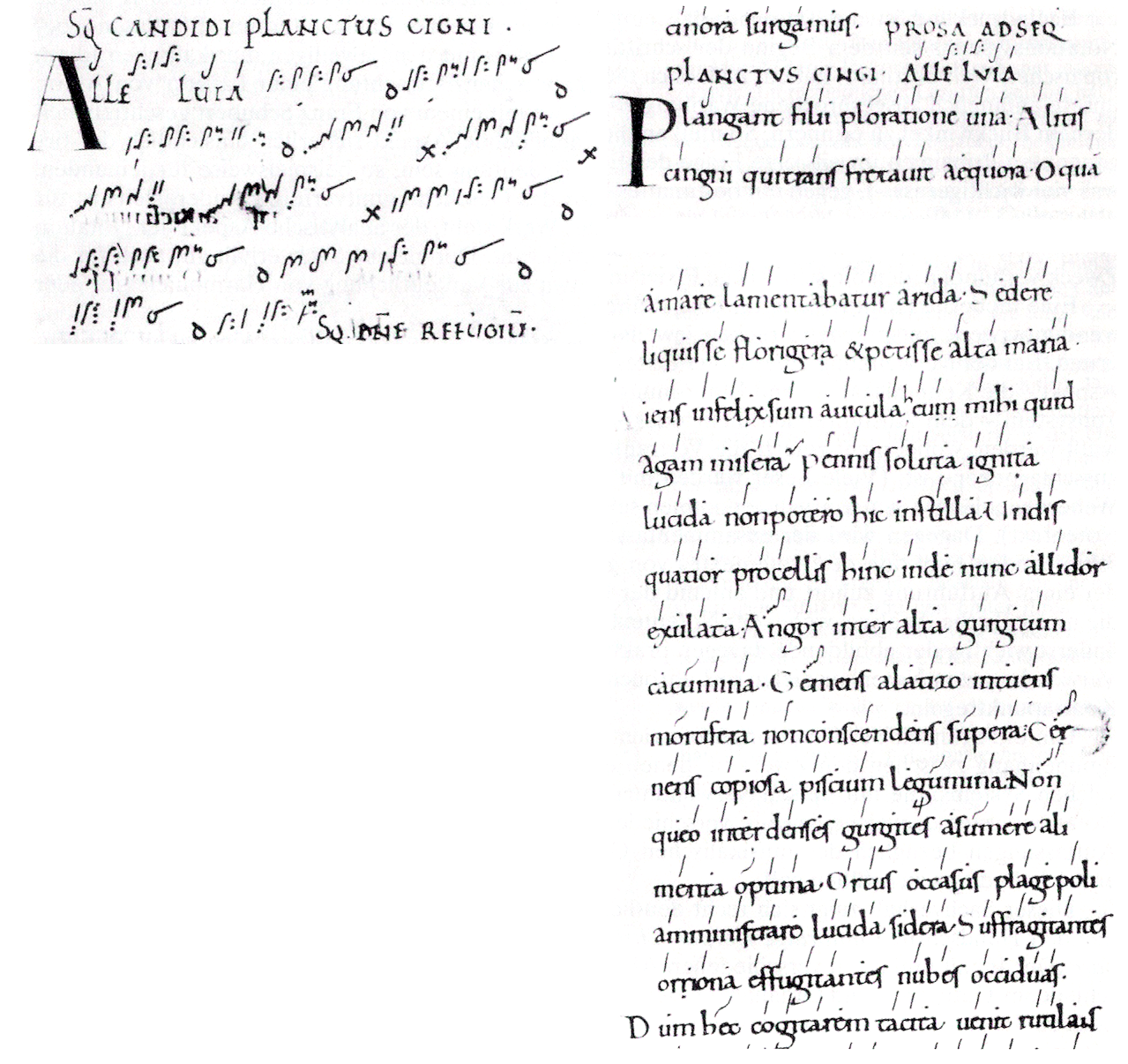
Tropaire de Winchester, folios 129, 176 et 177.

Un tropaire est un recueil de tropes liturgiques notés. Mais les tropaires médiévaux peuvent contenir d'autres pièces musicales comme des proses, et d'autres pièces du missel ou de l'antiphonaire.
- Le tropaire de Winchester (Winchester troper) est la compilation de cent soixante-quinze pièces extraites de tropaires anglais et étrangers, d'abord copiées en un volume à la fin du Xe siècle. Il se compose de deux volumes, après être révisé et augmenté de 150 organa polyphoniques au XIe siècle. Il transmet ainsi, dans sa seconde partie seulement, un témoignage de la polyphonie[8]. 
  - Walter Howard Frere : The Winchester troper from Mss. of the Xth and XIth centuries with other documents illustrating the history of tropes in England and France, Harrison and sons, Londres 1894 [texte en ligne avec commentaires et notes]
- Les deux tropaires d'Apt, Bibliothèque municipale (actuellement Médiathèque La Halle aux Grains), manuscrits 17 et 18, XIe siècle[9].
- Le tropaire-prosaire à l'usage d'Auch, entre 990 et 1010, en notation aquitaine ; Abbaye Saint-Martial de Limoges (avant 1029) puis Bibliothèque royale (1730, actuellement Bibliothèque nationale de France), latin 1118 : [manuscrit en ligne]

## Le tropaire dans le rite byzantin[10]
Un tropaire (troparion) est un type de chant de la musique byzantine. C'est une courte hymne, une strophe, qui se concentre sur un aspect de la prière (supplication, exégèse d'un fait lié à la fête du jour, glorification du saint...). On peut considérer que, dans la liturgie byzantine, toute hymne de ce format est par défaut un tropaire, sauf si on peut la classer dans une autre catégorie. Ainsi, à l'exception des hirmoi qui ont un rôle hymnographique spécial, les strophes des canons sont aussi des tropaires ; ils sont calqués sur l'hirmos de l'ode. Les hymnes qui composent les antiennes sont des tropaires. On ne donne en revanche pas le nom de tropaire aux hymnes qui sont intercalées entre les versets des psaumes chantés notamment aux Vêpres et aux Matines : ces hymnes sont appelées stichères.
Le terme tropaire, employé seul, désigne le plus souvent l'hymne thématique chantée d'abord aux Vêpres, et répétée ensuite lors des autres offices qui suivent dans la journée : ce tropaire a, dans la tradition grecque, le nom d'apolytikion (du grec apolysis, "congé", car il intervient à la fin de l'office des vêpres, avant le congé), mais dans l'usage slave, le mot тропарь désigne surtout ce chant (et en géorgien, de même avec le mot ტროპარი) ; par influence de l'usage russe, les milieux orthodoxes en Occident observent ce même usage.

### Théotokion
Un theotokion (en slavon d'église : Богородичен, bohorodichen) est un tropaire (ou un stichère) qui suit le chant de la doxologie « Gloire au Père et au Fils et au Saint Esprit, et maintenant et toujours et dans les siècles des siècles. Amen », et qui est adressé à la Mère de Dieu (en grec ancien : Θεοτόκος « Déipare, qui a enfanté Dieu »).

### Tropaires célèbres

#### Tropaires historiques
Le tropaire Ô monogenes Yios (Ô Fils unique), attribué à Justinien Ier (527-565), est chanté au début de la Divine Liturgie après la deuxième antienne (ou le psaume 145).
Le chérubikon, chanté solennellement au moment de l'offertoire, ou Grande Entrée, est originellement un tropaire chanté à ce moment pour couvrir la voix du prêtre pendant les prières secrètes.

#### Pâques
En raison de l'importance de la Pâque orthodoxe dans la vie liturgique, c'est sans doute la plus connue de toutes les hymnes du rite byzantin.
tropaire pascal (ton 5)
Le Christ est ressuscité des morts,

Par la mort, il a vaincu la mort

À ceux qui sont dans les tombeaux

Il a donné la vie.

#### Ascension
Tropaire (ton 4)
Tu T'es élevé dans la Gloire, ô Christ notre Dieu,

 par la promesse du Saint Esprit, ayant fait la joie de Tes disciples

affermis par Ta bénédiction ;

car Tu es le Fils de Dieu, le Libérateur du monde !

#### Noël
Tropaire (en ton 4)
Ta nativité, ô Christ notre Dieu, 

a fait resplendir dans le monde la lumière de la connaissance. 

En elle, ceux qui servaient les astres ont appris d'un astre à T’adorer, ô Soleil de justice, 

et te connaître, Orient venu d'en haut : 

Seigneur, gloire à Toi !

#### Liturgie grecque
- Acolouthia (pour une vue d'ensemble des composantes de l'office en rite byzantin)
- Stichère
- Ikos
- Kondakion
- Hirmos
- Canon (hymnographie)

#### Liturgie catholique romaine
- Gregorius præsul, Ad te levavi - Sanctissimus namque Gregorius
- Prose (musique), Séquence (liturgie), Mélisme
- Kyriale, Kyrie, Chant grégorien

#### Dictionnaire en ligne
- Robert Le Gall, Dictionnaire de liturgie : Trope
- Informations lexicographiques et étymologiques de « Trope »  dans le Trésor de la langue française informatisé, sur le site du Centre national de ressources textuelles et lexicales

#### Écouter en ligne
- Gregorius præsul, suivi de l'introït Ad te levavi : [écouter en ligne]
- Sanctissimus namque Gregorius ainsi qu'Ad te levavi : [écouter en ligne]